# Венге
Венге (лат. Millettia laurentii) — вид африканских тропических деревьев из рода Millettia семейства Бобовые. Дерево вырастает приблизительно до 20 м в высоту и 1 м в диаметре. Является исчезающим видом.
Растение известно своей ценной древесиной, которая имеет то же название.

## Название
Помимо венге, растение известно и под многими другими названиями:
- конголезский палисандр,
- африканский палисандр,
- конголезское розовое дерево,
- африканское розовое дерево,
- дикела,
- миботу,
- боконге,
- авонг.

## Распространение
Произрастает в тропических джунглях Западной Африки, преимущественно в Демократической Республике Конго (бывший Заир), а также на территории Республики Конго, Камеруна, Габона, Экваториальной Гвинеи, Танзании и Мозамбика. Родственный вид Milletia stuhlmannii встречается в Восточной Африке и имеет местное название панга-панга (panga panga). Эти две породы сходны по внешнему виду и свойствам.

## Использование

### Древесина
Важное значение имеет тёмная и очень плотная древесина сердцевины дерева, являющаяся важным материалом благодаря своим свойствам, красивому цвету и фактуре. Заболонь венге отличается от сердцевины цветом: она светлее — её цвет от почти белого до палево-жёлтого; ширина заболони — 3 см.

### В культуре
Венге также выращивают как декоративное растение.

### Применения
- Венге очень хорошо подходит для создания накладки на гитарные грифы.
- Дорогой шпон венге широко используется в качестве декоративного покрытия дверей.
- Используется для изготовления паркета.
- Используется для изготовления рукоятей ножей, бильярдных киёв.